# Giroie
Giroie (Géré, Giroye oder Giré) war eine Familie des mittleren Adels der Normandie. Ihr Name findet sich heute noch in der Ortschaft Saint-Céneri-le-Gérei wieder, die als ihr Machtzentrum anzusehen ist. Sie waren im Pays d’Ouche begütert, wo sie – gemeinsam mit den Grandmesnil – die Abtei Saint-Évroult wiederherstellten. Die Familie verschliss sich in Kämpfen mit dem Haus Bellême, in deren Folge sie die Normandie verließ und nach Süditalien ging, wo sie aber nicht mehr dauerhaft zu Macht und Ansehen kam.

## Geschichte
Das erste näher bekannte Familienmitglied ist Giroie († nach 1050), Sohn von Arnaud le Gros, der – den Geschichtsschreibern Ordericus Vitalis und Wilhelm von Jumièges folgend – französischer und bretonischer Herkunft war. Er schloss sich dem Herzog der Normandie Richard II. an, der ihm die Burgen Échauffour und Montreuil-l’Argillé gab (nach anderen Aussagen gehörten sowohl Echauffour als auch Montreuil zur Mitgift von Giroies Verlobter). Im Jahr 1040 war einer seiner Söhne, Robert I. Giroie, mit Raoul de Gacé in die Ermordung Gilbert de Brionnes, Graf von Eu und Vormund des unmündigen Herzogs Wilhelms II., verwickelt.
In diesen Jahren befanden sich die Giroie im Krieg mit dem Haus Bellême, vermutlich wegen des Baus der Burg Saint-Céneri. Bei der Hochzeitsfeier von Guillaume II. Talvas de Bellême († nach 1052) und Hildeburge, der Tochter von Raoul V. de Beaumont-au-Maine, Vicomte du Maine, ließ der Bräutigam Guillaume de Giroie, einen seiner Gäste, verstümmeln: Ihm wurden die Augen ausgestochen, Nase und Ohren abgeschnitten, und er wurde entmannt – woraufhin die Giroie einen Rachefeldzug begannen.
Nachdem sie ihre Burgen Échauffour und Montreuil verloren hatten, schlossen sie sich mit Arnoul Giroie, Guillaume Talvas Sohn, und Yves de Bellême, Bischof von Sées und Guillaume Talvas Bruder, zusammen. Gemeinsam gelang es ihnen, ihren Gegner ins Exil zu zwingen. 1059 revoltierte Robert I. Giroie als Verbündeter des Grafen Gottfried II. von Anjou gegen Herzog Wilhelm II. mit dem Ziel, seine Burgen zurückzuerhalten. Robert Giroie wurde in der Burg Saint-Céneri eingeschlossen und starb während der Belagerung.
Sein Sohn Robert II. führte den Kampf gegen die Familie Bellême fort, wobei er die von ihm beanspruchte Burg Echauffour niederbrannte, die sich in der Hand des Gegners befand. Herzog Wilhelm verbannte ihn, woraufhin er nach Apulien ging und für die dortigen Normannen kämpfte. Auch nach seiner Rückkehr gelang es ihm nicht, die Burgen zurückzuerhalten. Er scheint schließlich von Mabile de Bellême vergiftet worden zu sein. Guillaume Giroie, der Sohn Roberts II., zog es daraufhin vor, ebenfalls und endgültig nach Apulien zu gehen, wo er eine Tochter des Fürsten Richard I. von Capua heiratete und 1064 zum Herzog von Gaeta ernannt wurde. Als er jedoch versuchte, seine Ehefrau durch die Witwe des Herzogs Atenulf zu ersetzen, unterlag er. Er starb als Offizier in päpstlichen Diensten.

## Stammliste
(nach Ordericus Vitalis und Wilhelm von Jumiéges)
1. Abbo le Breton
  1. Arnold der Dicke (Arnoul le Gros)
    1. Giroie (Geroius) († nach 1050) Seigneur d‘Échauffour et de Montreuil-l’Argillé; verlobt mit NN, Erbin von Echauffour und Montreuil, Tochter von Heugon; ⚭ I Gisla, Tochter von Thurstan de Bastembourg (Toustain de Montfort) (Haus Bastembourg)
      1. Arnaud de Montreuil (Ernauld); ⚭ NN
        1. Guillaume, 1056/56 bezeugt

      2. Foulques († ermordet 1040 von Gilbert de Brionne)
        1. (unehelich, Mutter unbekannt) Giroie
        2. (uneheliche, Mutter unbekannt) Foulques

      3. Guillaume, von Guillaume II. Talvas de Bellême geblendet und entmannt, Mönch in der Abtei von Bec; ⚭ Hiltrude, Tochter von Fulbert de Beina; ⚭ II Emma, Tochter von Walkelin de Tannée
        1. (I) Arnaud d’Echauffour († 1. Januar 1065); ⚭ Emma, Tochter von Thurstan Haldup
          1. Guillaume, geht nach Italien, tritt in den Dienst von Graf Robert von Loritello (s. Hauteville)
          2. Renaud, Mönch in der Abtei Saint-Évroult
          3. Petronilla, Nonne in Sainte-Marie in Angers
          4. Geva, Nonne in Saint-Trinité in Caen

        2. (II) Guillaume († nach September 1068 in Rom), 1064 Herzog von Gaeta, Kommandeur der päpstlichen Armee; ⚭ NN, Tochter von Fürst Richard von Capua und Frédésinde de Hauteville

      4. Raoul Malacorona (mit schlechter Tonsur), Mönch in Marmoutier; ein Malacorona war Herold Bohemunds  bei der Belagerung von Antiochia
      5. Robert († 6. Februar nach 1060/61); ⚭ Adelaide, Cousine von Wilhelm dem Eroberer
        1. Robert († nach Juni 1119), erhielt Saint-Céneri zurück; ⚭ I Radegunde († 1092); ⚭ II Felicia, Tochter von Garner de Connerré
          1. (I) Sohn, Geisel Robert de Bellêmes ab 1092, in der Haft gestorben
          2. (II) Guillaume, Herr von Saint-Céneri
          3. (II) Robert, Herr von Saint-Céneri
          4. (II) Mathieu
          5. (II) Agatha
          6. (II) Damata (Dameta), Geliebte (?) von Ètienne de Blois, Graf von Mortain
          7. (II) Aveline

      6. Hugues
      7. Giroie
      8. Eremburge; ⚭ Walkelin de Pont-Échanfrey[1]
        1. Guillaume de Pont-Echanfrey
        2. Raoul de Pont–Echanfrey, kämpfte in Süditalien für Robert Guiscard

      9. Emma; ⚭ Roger de Merlerault
        1. Robert de Merlerault
        2. Guillaume de Merlerault
          1. Raoul de Merlerault
          2. Roger de Merlerault

      10. Adelaide (Adelais); ⚭ Solomon de Sablé
        1. Rainard de Sablé

      11. Hadvise; ⚭ I Robert de Grandmesnil; ⚭ II Guillaume d’Évreux

    2. Hildiard; ⚭ NN – Nachkommen

## Weblink
- Généalogie der Familie Giroie